# Synagoga ve Znojmě
Synagoga na Divišově náměstí (Diwischplatz), dnes náměstí Svobody, ve Znojmě existovala mezi lety 1888 až 1940.

## Historie
Vystavěna byla v maurském slohu za cenu 65 tisíc zlatých a do jejích zdí byly vloženy i původní náhrobky ze třináctého a čtrnáctého století ze starého židovského hřbitova, jenž se nacházel nedaleko odtud, v dnešní ulici Na Valech. Stavitelem byl Znojemčan Josef Schweighofer, architektem pak rodák z Lipska Ludwig Schöne.
Po tzv. Křišťálové noci v listopadu 1938 nebyla znojemská synagoga, jak se doposud tvrdilo, vypálena, nýbrž pouze uzavřena. Pod záminkou regulace Divišova náměstí a vysazení nového parku rozhodl znojemský starosta R. Urban v červnu 1939 o odstranění synagogy. K demolici nakonec došlo v několika etapách od zimy 1940 do jara 1942.
V roce 2008 byla na jejím místě, na náměstí Svobody, odhalena péčí Okrašlovacího spolku ve Znojmě pamětní deska.